# Ричес, Джонатан Ли
Джонатан Ли Ричес (англ. Jonathan Lee Riches) — американский гражданин, известный своими массовыми судебными исками.

## Биография
Джонатан Ли Ричес — бывший федеральный заключенный № 40948-018), осуждённый за мошенничество к десяти с половиной годам лишения свободы. В своём иске против производителя компьютерных игр Blizzard он утверждал, что увлечённость компьютерной игрой World Of Warcraft привела к тому, что он путал виртуальную жизнь с реальной, поэтому ему постоянно казалось, что он сражается с монстрами. Кроме того, зависимость от этой игры, по его словам, заставила его пойти на мошенничество, чтобы добыть денег на покупку новых игр.
С января 2006 года, он подал более 2600 исков в федеральные районные суды по всей стране, многие из которых получили значительное внимание прессы. Наиболее известными фигурантами его исков были: бывший президент Соединенных Штатов Джордж Буш, телеведущая и писательница Марта Стюарт, автогонщик NASCAR Джефф Гордон, бизнесмен Стив Джобс, блогер Перес Хилтон, поп-звезда Бритни Спирс, а также сомалийские пираты, буддийские монахи, скандинавские боги, Эйфелева башня, президенты Ирана и Пакистана, Нострадамус, Че Гевара, Римская Империя, Святой Грааль, мыслитель Платон и Адольф Гитлер.
За столь необычную гражданскую позицию Джонатан попал в Книгу рекордов Гиннеса как одна из наиболее спорных личностей в истории. Но, будучи верным себе, в мае 2009 года он подал на Книгу в суд, чтобы добиться судебного запрета на упоминание его имени в издании 2010 года.
Большинство исков Джонатана Ли Ричеса были отклонены как легкомысленные и даже вредоносные. Часть их было просто саморекламой.